# Defriended
«Defriended» es una canción del músico estadounidense Beck, lanzada como sencillo el 24 de junio de 2013.

## Grabación
«Defriended» fue registrada por primera vez en el año 2008 en Ocean Way Recording y United Western Recorders (Hollywood), pero fue completada y mezclada en The Library (Minneapolis, Minnesota). La pista es el primer material original de Beck liberado en los últimos cinco años, y la canción se filtró varios días antes de su lanzamiento. El sencillo fue lanzado digitalmente junto a un vinilo de 12", con un remix extendido de 14 minutos en el lado B. La portada del sencillo es la pintura "About a Girl" (2005) de Mamma Andersson. La canción fue lanzada independientemente a través del sello discográfico de Beck, FONOGRAF. Jon Dolan de Rolling Stone y Mikael Wood de Los Angeles Times dieron revisiones positivas hacia la canción.

## Lista de canciones
Todas las canciones escritas y compuestas por Beck Hansen.
Descarga digital (2013)
1. «Defriended» – 3:46

12" (2013)
1. «Defriended» – 3:46
2. «Defriended» (Extended Mix) – 14:01

## Personal[1]
- Beck Hansen – voz, guitarra acústica, guitarra eléctrica, órgano, sintetizador, producción, escritor
- Jason Falkner - guitarra, sintetizador
- Gus Seyffert – doble bajo
- Joey Waronker – batería, percusión
- Cassidy Turbin - saxofón